# Bjørge Lillelien
Bjørge Lillelien, född 29 mars 1927, död 26 oktober 1987, var en norsk journalist och sportkommentator för Norsk Rikskringkasting från 1957 till sin död. Lillelien räknas som Norges främsta sportkommentator genom tiderna.
Lillelien var den första medarbetaren på NRK Dagsnytt, med sport som sitt specialområde. Han kommenterade sitt första OS från Squaw Valley 1960. En av de tävlande i detta OS, Håkon Brusveen, kom senare att arbeta tillsammans med Lillelien i över 25 år.
Även om Lillelien kommenterade alla sorters idrotter, var det fotboll, längdåkning och backhoppning som var hans specialitet. 
Han var far till NRK P3:s Marius Lillelien. Fyra månader efter sitt sista arbetsuppdrag, som programledare i Ta sjansen i Holmenkollen, avled Lillelien i cancer.

## Citat
När Norge besegrade England med 2-1 under VM-kvalmatchen på Ullevål Stadion i Oslo den 9 september 1981 kommenterade Lillelien matchen, och i segerruset skrek han följande med hes röst:
| ”                        | Der blåser han! Der blåser han! Norge har slått England 2-1 i fotball! Vi er best i verden! Vi er best i verden! Vi har slått England 2-1 i fotball! Det er aldeles utrolig! Vi har slått England! England, kjempers fødeland – Lord Nelson, Lord Beaverbrook, Sir Winston Churchill, Sir Anthony Eden, Clement Attlee, Henry Cooper, Lady Diana, vi har slått dem alle sammen, vi har slått dem alle sammen. Maggie Thatcher, can you hear me? Maggie Thatcher, jeg har et budskap til deg midt under valgkampen, jeg har et budskap til deg: Vi har slått England ut av verdensmesterskapet i fotball. Maggie Thatcher, som de sier på ditt språk i boksebarene rundt Madison Square Garden i New York: –Your boys took a hell of a beating! Your boys took a hell of a beating! Maggie Thatcher: Norge har slått England i fotball! Vi er best i verden! | „ |
| – Bjørge Lillelien, 1981 | |   |

Citatet har bland annat varit med i Filip och Fredriks humorprogram 100 höjdare!!!, och 2002 utsåg den brittiska tidningen The Observer citatet till den bästa prestationen av en kommentator någonsin.